# 劳斯莱斯库里南

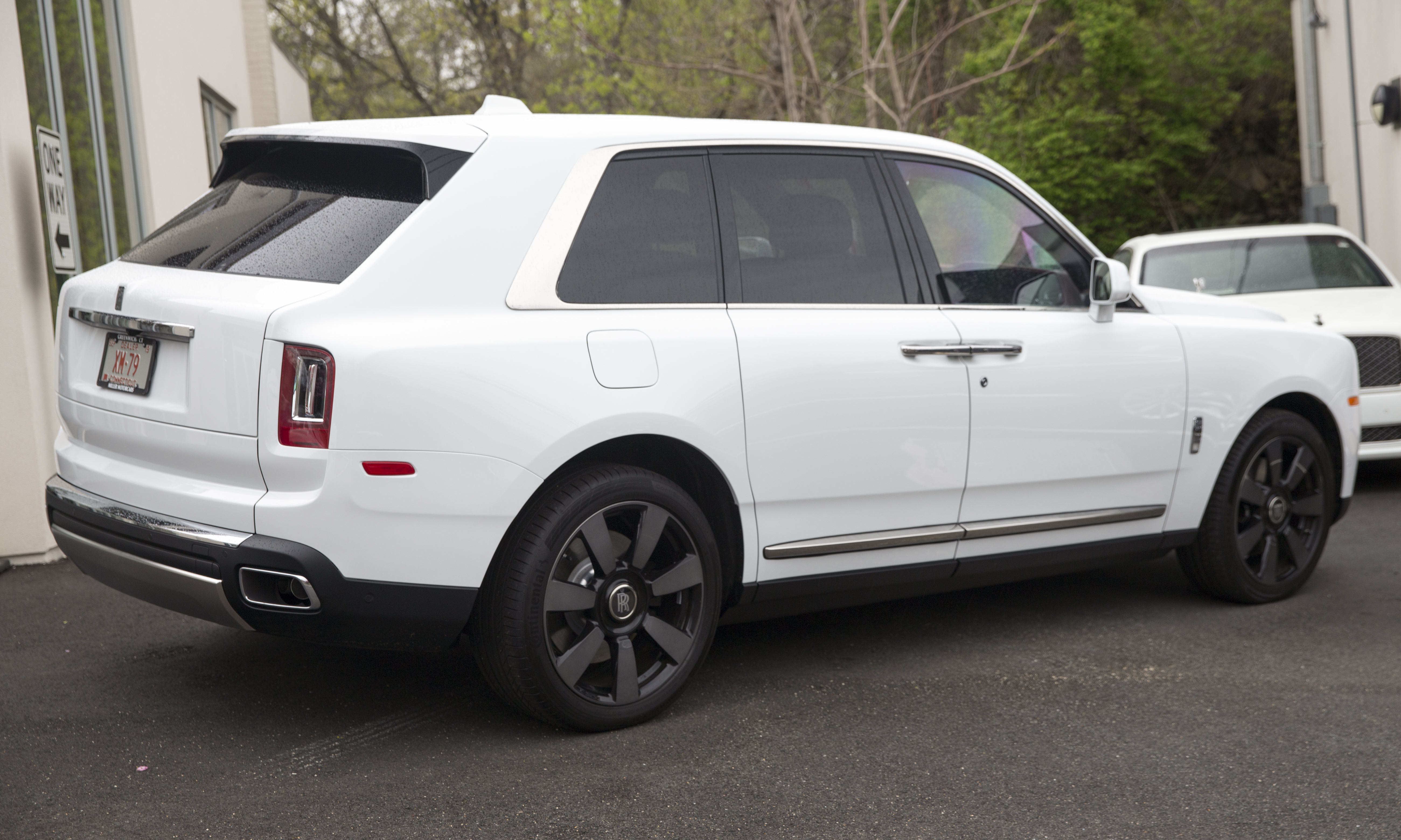
后视图

劳斯莱斯库里南（Rolls-Royce Cullinan）是劳斯莱斯汽车生产的一款全尺寸豪華休旅車（SUV）。库里南也是劳斯莱斯推出的唯一一款运动型多用途车以及第一款四轮驱动汽车。劳斯莱斯·库里南的名稱來自於卡利南鑽石，这是迄今为止发现的最大的宝石级毛坯钻石。
库利南在劳斯莱斯的产品线中位于古思特之上、幻影（Phantom）之下，起售价在美国约为32.5万美元（25.5万英镑）。它于2018年5月在意大利的Concorso d'Eleganza Villa d'Este首次亮相，并于同年秋季在美国怀俄明州杰克逊洞举行的全球新闻发布会上正式发布。
目前，库里南是劳斯莱斯历史上第二畅销的车型，仅次于银影。